# 9М83
9М83 (по кодификации НАТО «SA-12 Giant») — советская зенитная управляемая ракета зенитной ракетной системы С-300В. Разработана в Государственном конструкторском бюро компрессорного машиностроения под руководством главного конструктора А. И. Яскина совместно с ОКБ-8.

## Описание конструкции

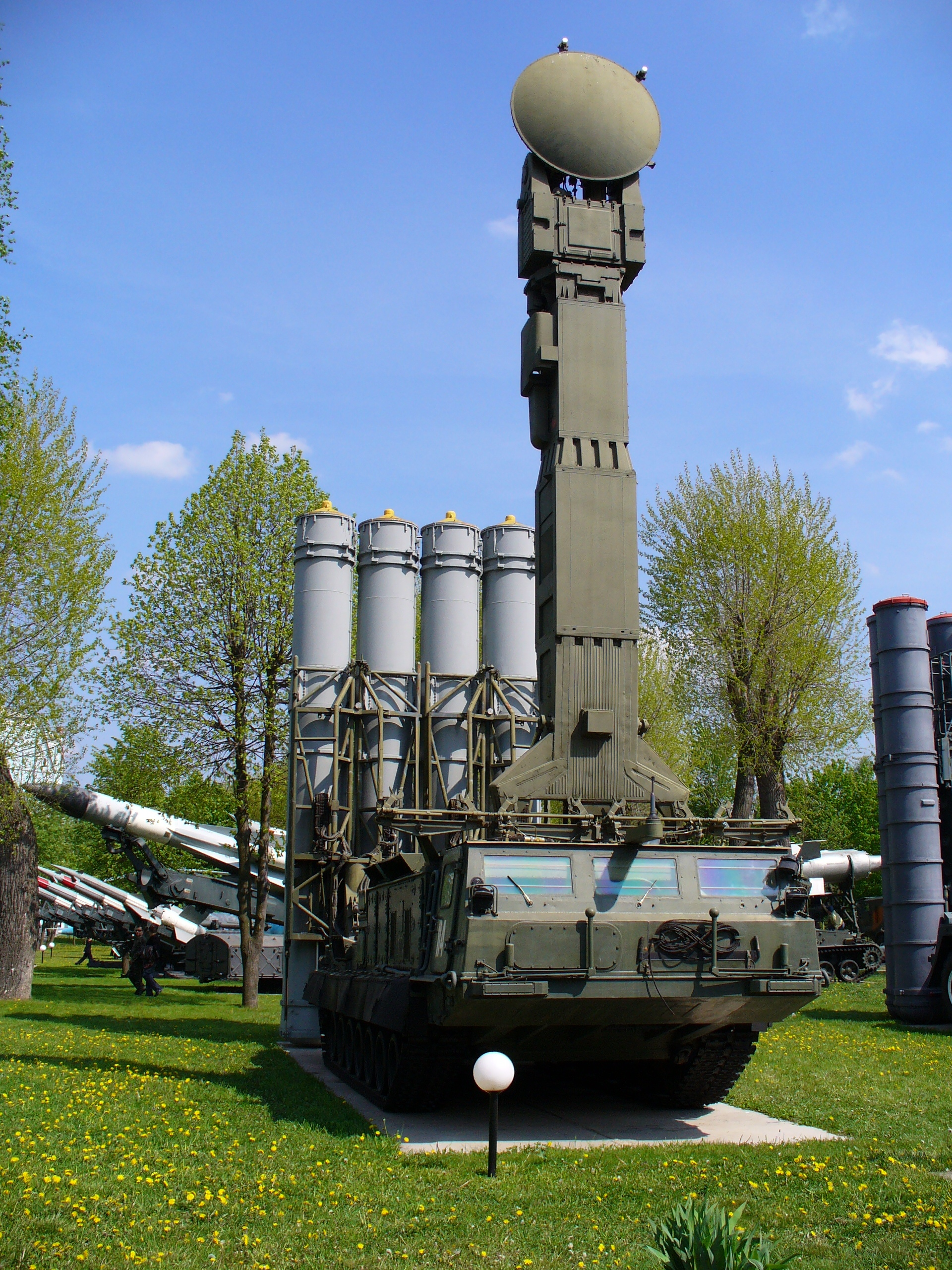
Пусковая установка 9А83 в боевом положении

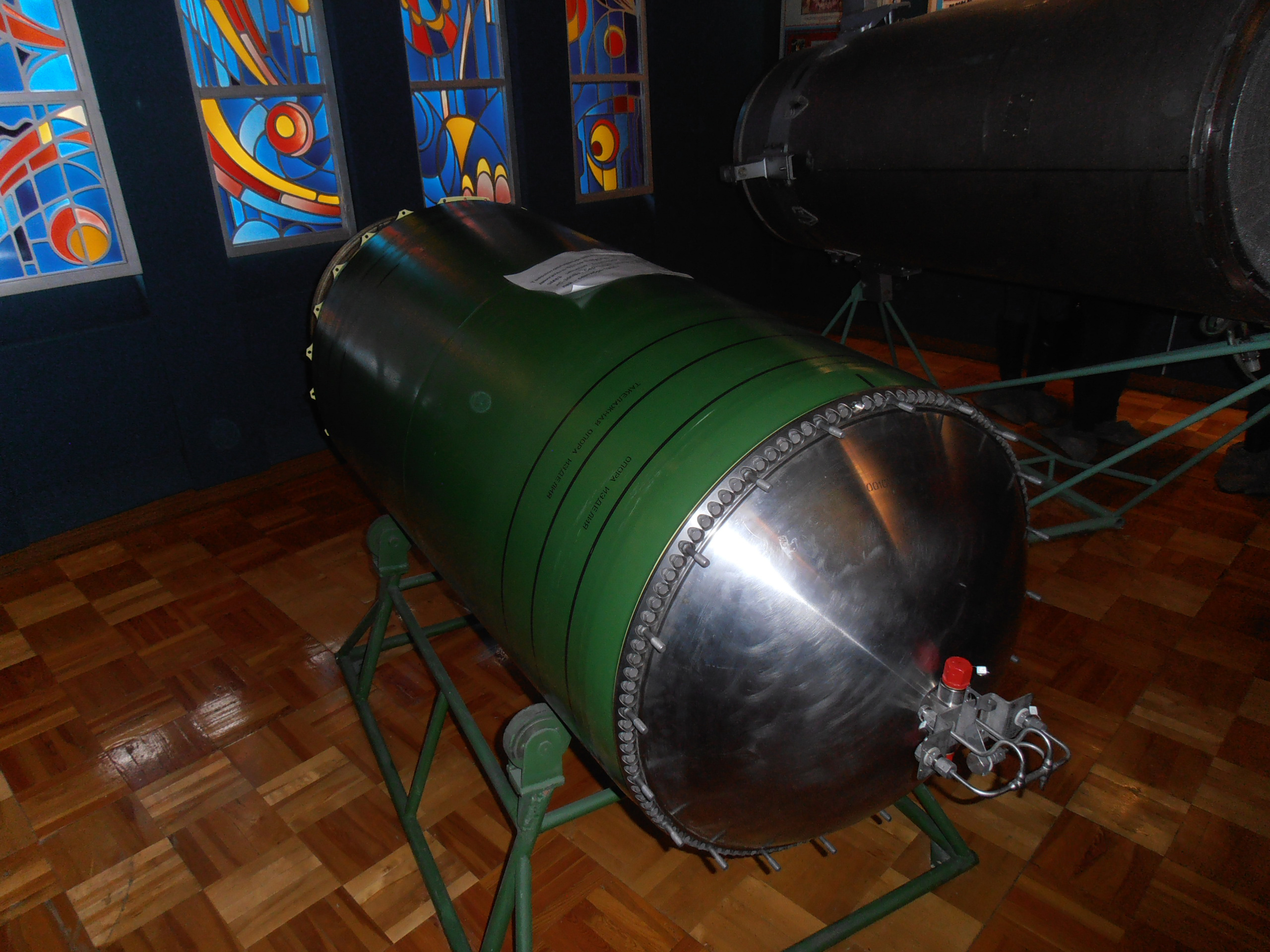
Маршевый РДТТ 9Д140 в музее АО «Тюменские моторостроители»

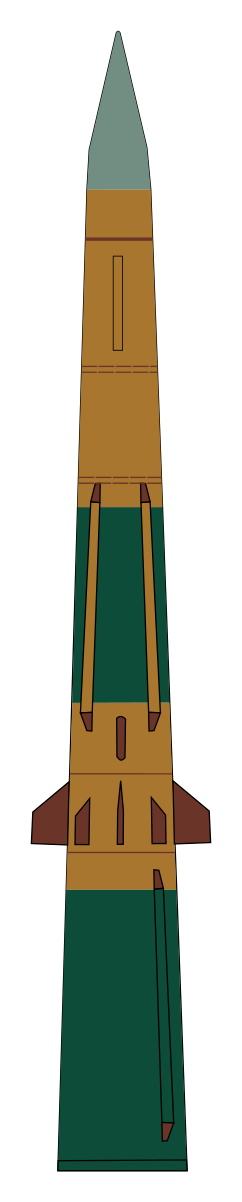
Эскиз ракеты 9M83

ЗУР 9М83 предназначена для использования в составе ЗРС С-300В и обеспечивает поражение аэродинамических и баллистических воздушных целей в зоне досягаемости комплекса. В состав ЗУР входит транспортно-пусковой контейнер 9Я240, газогенератор-контейнер 9Д139 и сама ракета 9М83. Ракета 9М83 имеет две ступени и выполнена по схеме «несущий конус». К основным частям ракеты относятся: планер, двигательная установка, газогидравлическая система, система разделения, электрооборудование, бортовая аппаратура и боевая часть.
9М83 имеет два режима стрельбы: одиночный запуск и залп из двух ракет. В режиме залпа вторая ракета стартует через 1,5—2 секунды после запуска первой. Ракеты запускаются из транспортно-пускового контейнера, закреплённого на пусковой или пусковой заряжающей установке на угле 90°. Ракета выталкивается из контейнера с помощью газогенератора. Для безопасности пусковой установки во время запуска стартового двигателя ракеты после вылета из контейнера происходит предварительное склонение ракеты в сторону носовой части пусковой установки. Затем происходит запуск стартового двигателя и наведение ЗУР на углы оптимальной траектории полёта до зоны нахождения цели. Стартовый двигатель работает от 4,11 до 6,4 секунд. Окончательное наведение на цель происходит после отделения стартовой ступени. Маршевый двигатель работает от 11,16 до 17,21 секунд.
Наведение на цель происходит в двух режимах. Первый — инерциальное управление с последующим самонаведением. В этом режиме на бортовое оборудование ракеты по радиоканалу поступает информация о положении цели. При сближении с целью происходит её захват с помощью аппаратуры самонаведения. Второй режим — командно-инерциальный метод управления с последующим наведением. В таком режиме ракета сопровождается с помощью станции наведения. При достижении необходимой дистанции до цели ракета захватывает цель аппаратурой самонаведения и в непосредственной близости разворачивается для максимального эффекта направленной боевой части. Команду на подрыв боевой части производит взрывательное устройство 9Э322 при появлении в приёмнике отражённого сигнала от цели. Если ракета пролетает мимо цели, то производится самоликвидация.
Основными элементами стартовой ступени являются стартовый двигатель и хвостовой отсек. Для придания вектора тяги на сопле двигателя установлены четыре поворотных клапана. По наружной части стартового двигателя проложены электрические магистрали для связи между оборудованием отделяемой части.
Маршевая ступень разделена на восемь отсеков. В головной части установлена аппаратура наведения ДБ100М, радиоблок взрывательного устройства, прибор навигации инерциальной системы управления и бортовой вычислитель. В хвостовой части находится газотурбинный блок источника электропитания с газогидросистемой маршевой системы. Там же установлена система самоликвидации. Перед маршевым двигателем располагается боевая часть с предохранительно-исполнительным механизмом. По наружной поверхности маршевого двигателя проложены кабельные магистрали для связи хвостовой и головной частей ракеты.

## Модификации

### 9М83М
9М83М — зенитная управляемая ракета зенитной ракетной системы 9К81М «Антей-2500». Дальность действия ракеты была значительно увеличена и составляет до 200 км. Ракета способна поражать цели, маневрирующие с перегрузками до 30 g. Максимальная скорость полёта также была увеличена и составляет 1700 м/с.

### 9М83МЭ
Экспортный вариант ракеты 9М83М.